# IC 2546
IC 2546 ist eine Galaxie vom Hubble-Typ S im Sternbild Antlia am Südsternhimmel.
Das Objekt wurde am 1. Mai 1900 von DeLisle Stewart entdeckt.